# SM UC-39
SM UC-39 – niemiecki podwodny stawiacz min z okresu I wojny światowej, jedna z 64 zbudowanych jednostek typu UC II. Zwodowany 25 czerwca 1916 roku w stoczni Blohm & Voss w Hamburgu, został przyjęty do służby w Kaiserliche Marine 29 października 1916 roku. Włączony w skład Flotylli Flandria, w trakcie służby operacyjnej okręt odbył jedną misję bojową, podczas której zatopił trzy statki o łącznej pojemności 5150 BRT. SM UC-39 zatonął 8 lutego 1917 roku u wybrzeży Yorkshire, zatopiony ogniem artylerii brytyjskiego niszczyciela HMS „Thrasher”.

## Projekt i budowa
Sukcesy pierwszych niemieckich podwodnych stawiaczy min typu UC I, a także niedostatki tej konstrukcji, skłoniły dowództwo Cesarskiej Marynarki Wojennej z admirałem von Tirpitzem na czele do działań mających na celu budowę nowego, znacznie większego i doskonalszego typu okrętów podwodnych. Opracowany latem 1915 roku projekt okrętu, oznaczonego później jako typ UC II, tworzony był równolegle z projektem przybrzeżnego torpedowego okrętu podwodnego typu UB II. Głównymi zmianami w stosunku do poprzedniej serii były: instalacja wyrzutni torpedowych i działa pokładowego, zwiększenie mocy i niezawodności siłowni, oraz wzrost prędkości i zasięgu jednostki, kosztem rezygnacji z możliwości łatwego transportu kolejowego (ze względu na powiększone rozmiary).
SM UC-39 zamówiony został 20 listopada 1915 roku jako szósta jednostka z II serii okrętów typu UC II (numer projektu 41, nadany przez Inspektorat U-Bootów), w ramach wojennego programu rozbudowy floty . Został zbudowany w stoczni Blohm & Voss w Hamburgu jako jeden z 24 okrętów typu UC II zamówionych w tej wytwórni. UC-39 otrzymał numer stoczniowy 280 (Werk 280)  . Stępkę okrętu położono w 1915 roku , a zwodowany został 25 czerwca 1916 roku. Koszt budowy okrętu wyniósł 1 mln 983 tys. marek.

## Dane taktyczno-techniczne
SM UC-39 był średniej wielkości przybrzeżnym okrętem podwodnym o konstrukcji dwukadłubowej. Długość całkowita wynosiła 50,4 metra, szerokość 5,22 metra i zanurzenie 3,65 metra (wykonany ze stali kadłub sztywny miał 39,3 metra długości i 3,65 metra szerokości) . Wysokość (od stępki do szczytu kiosku) wynosiła 7,46 metra . Wyporność w położeniu nawodnym wynosiła 427 ton, a w zanurzeniu 509 ton. Jednostka miała wysoki, ostry dziób przystosowany do przecinania sieci przeciwpodwodnych; do jej wnętrza prowadziły trzy luki: pierwszy przed kioskiem, drugi w kiosku, a ostatni w części rufowej, prowadzący do maszynowni . Cylindryczny kiosk miał średnicę 1,4 metra i wysokość 1,8 metra, obudowany był opływową osłoną . Okręt napędzany był na powierzchni przez dwa 6-cylindrowe, czterosuwowe silniki wysokoprężne MAN S6V26/36 o łącznej mocy 600 KM, a pod wodą poruszał się dzięki dwóm silnikom elektrycznym SSW o łącznej mocy 460 KM. Dwa wały napędowe obracały dwie śruby wykonane z brązu manganowego (o średnicy 1,9 metra i skoku 0,9 metra) . Okręt osiągał prędkość 11,9 węzła na powierzchni i 6,8 węzła w zanurzeniu. Zasięg wynosił 10 100 Mm przy prędkości 7 węzłów w położeniu nawodnym oraz 54 Mm przy prędkości 4 węzłów pod wodą. Zbiorniki mieściły 63 tony paliwa, a energia elektryczna magazynowana była w dwóch bateriach akumulatorów 26 MAS po 62 ogniwa, zlokalizowanych pod przednim i tylnym pomieszczeniem mieszkalnym załogi. Okręt miał siedem zewnętrznych zbiorników balastowych . Dopuszczalna głębokość zanurzenia wynosiła 50 metrów , a czas wykonania manewru zanurzenia 40 sekund.
Głównym uzbrojeniem okrętu było 18 min kotwicznych typu UC/200 w sześciu skośnych szybach minowych o średnicy 100 cm, usytuowanych w podwyższonej części dziobowej jeden za drugim w osi symetrii okrętu, pod kątem do tyłu (sposób stawiania – „pod siebie”). Układ ten powodował, że miny trzeba było stawiać na zaplanowanej przed rejsem głębokości, gdyż na morzu nie było do nich dostępu (co znacznie zmniejszało skuteczność okrętów). Uzbrojenie uzupełniały dwie zewnętrzne wyrzutnie torped kalibru 500 mm (umiejscowione powyżej linii wodnej na dziobie, po obu stronach szybów minowych), jedna wewnętrzna wyrzutnia torped kal. 500 mm na rufie (z łącznym zapasem 7 torped) oraz umieszczone przed kioskiem działo pokładowe kal. 88 mm L/30, z zapasem amunicji wynoszącym 130 naboi . Okręt wyposażony był w dwa peryskopy Zeissa: wachtowy i bojowy oraz radiostację z podnoszonym masztem o wysokości 10 metrów. Wyposażenie uzupełniała kotwica grzybkowa o masie 272 kg .
Załoga okrętu składała się z 3 oficerów oraz 23 podoficerów i marynarzy.

## Służba

### 1916 rok
29 października 1916 roku dowództwo UC-39 objął kpt. mar. (niem. Kapitänleutnant) Otto Heinrich Tornow . Tego dnia okręt został przyjęty do służby w Cesarskiej Marynarce Wojennej.

### 1917 rok
1 lutego 1917 roku nowym dowódcą UC-39 został por. mar. (niem. Oberleutnant zur See) Otto Ehrentraut . Tego dnia, rozkazem szefa sztabu admiralicji niemieckiej z 12 stycznia tego roku, U-Booty należące do czterech flotylli Hochseeflotte, Flotylli Flandria i Flotylli Pola rozpoczęły nieograniczoną wojnę podwodną. Po okresie szkolenia okręt został 3 lutego 1917 roku przydzielony do Flotylli Flandria . Na pierwszą i ostatnią swą misję bojową U-Boot wyszedł 7 lutego, a rejonem jego działania miał być kanał La Manche.
Już pierwszego dnia rejsu UC-39 u wybrzeży Holandii zatopił zbudowany w 1906 roku norweski parowiec „Hans Kinck” (2667 BRT), płynący pod balastem z Rotterdamu do Newcastle upon Tyne (obyło się bez strat ludzkich) . Nazajutrz okręt podwodny zatrzymał i zatopił za pomocą ładunków wybuchowych pochodzący z 1903 roku brytyjski parowiec „Hanna Larsen” (1311 BRT), który płynął na trasie Londyn – Newcastle upon Tyne pod balastem. Na statku, który zatonął na pozycji 53°42′N 0°39′E/53,700000 0,650000, śmierć poniosła jedna osoba  . Tego samego dnia załoga U-Boota odniosła swój ostatni sukces, topiąc u wybrzeży Yorkshire zbudowany w 1883 roku norweski parowiec „Ida” (1172 BRT), który płynął pod balastem z Leith do Londynu (zginęło dwóch członków załogi) . Po ostrzale artyleryjskim, Niemcy dokonali abordażu statku i zatopili go przy pomocy materiałów wybuchowych. UC-39 próbował następnie atakować dwie inne jednostki, ale zgubił je we mgle. Około dwie godziny po ataku na „Idę” okręt podwodny napotkał kolejny statek. Był to brytyjski węglowiec „Hornsey”. Odgłosy walki usłyszała załoga patrolującego pobliskie wody brytyjskiego niszczyciela HMS „Thrasher”, który po rozwinięciu pełnej prędkości przechwycił przebywającego na powierzchni U-Boota i ostrzelał go z odległości 3000 jardów (około 2740 metrów). UC-39 zdołał się zanurzyć, jednak niszczyciel kontynuował atak, zrzucając jedyną mianą na pokładzie bombę głębinową. Zrzut okazał się tak celny, że odniesione w jego wyniku uszkodzenia zmusiły okręt podwodny do wynurzenia. Niemiecki dowódca jako pierwszy wydostał się na pokład, chcąc poddać jednostkę, ale zginął od brytyjskiego pocisku. Kolejny oficer został ranny, podobnie jak trzech członków załogi (trzech następnych wyskoczyło do morza i utonęło); ponieważ niemiecki okręt wciąż płynął, Brytyjczycy kontynuowali ostrzał. Dopiero sygnały dawane przez wziętego wcześniej do niewoli szypra „Hanny Larsen” zostały dostrzeżone i „Thrasher” wstrzymał ogień. Ostatecznie na UC-39 zginęło siedem osób wraz z dowódcą, a 17 załogantów zostało uratowanych i trafiło do niewoli; ocalało też dwóch brytyjskich jeńców. Opuszczony okręt próbował wziąć na hol niszczyciel HMS „Itchen”, jednak ostatecznie zatonął on na pozycji 53°56′N 0°05′E/53,933333 0,083333 .
Wrak został odkryty 7 czerwca 1918 roku, a tożsamość jednostki potwierdzona przez nurków. Ponowne odkrycie nastąpiło na początku XXI w., a fragmenty wraku, w tym jedna ze śrub, zostały wydobyte i przekazane do Bridlington Harbour Museum. Wrak jest dostępny dla nurków.

### Podsumowanie działalności bojowej
SM UC-39 wykonał jedną misję bojową, podczas której zatopił trzy statki o łącznej pojemności 5150 BRT . Pełne zestawienie zadanych przez niego strat przedstawia poniższa tabela :
| Data          | Nazwa          | Państwo         | Tonaż       | Los jednostki |
| ------------- | -------------- | --------------- | ----------- | ------------- |
| 7 lutego 1917 | „Hans Kinck”   | Norwegia        | 2667        | zatopiony     |
| 8 lutego 1917 | „Hanna Larsen” | Wielka Brytania | 1311        | zatopiony     |
| 8 lutego 1917 | „Ida”          | Norwegia        | 1172        | zatopiony     |
| RAZEM         | RAZEM          | zatopione:      | zatopione:  | 3             |
| RAZEM         | RAZEM          | uszkodzone:     | uszkodzone: | -             |